# Rajola de València

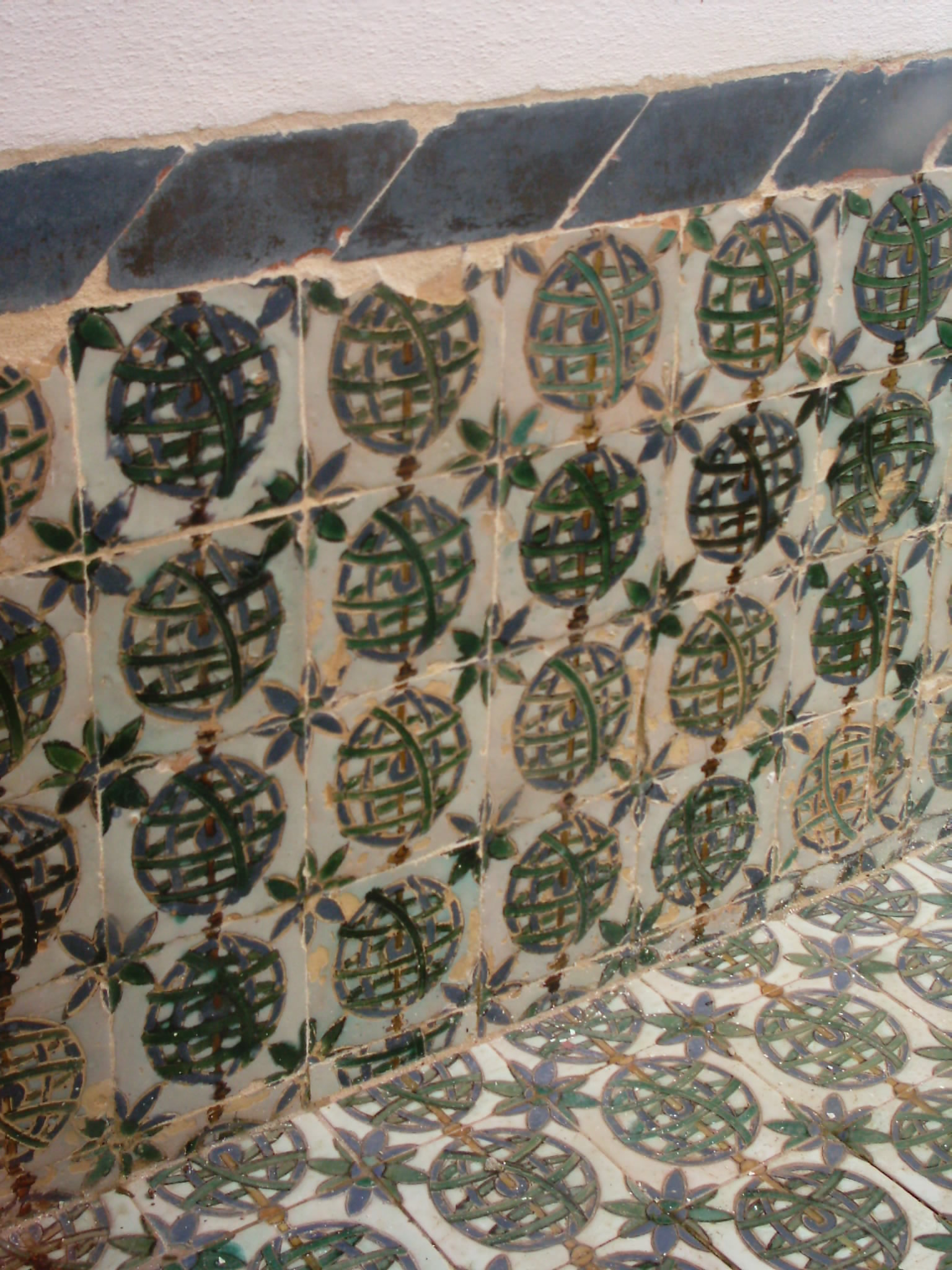
Taulells del palau de Sintra

Un taulell, rajola de València, manisa o rajola vidriada és una peça de ceràmica de poc gruix, generalment quadrada, en la qual una de les dues cares és vidriada, resultat de la cocció d'una substància a base d'esmalt, que esdevé impermeable i lluenta. Aquesta cara pot ser monocromàtica o policromàtica, llisa o en relleu. El taulell és generalment usat com a element lligat a l'arquitectura en revestiment de superfícies interiors o exteriors o com a element decoratiu aïllat. Avui dia, el taulell es fabrica de manera industrial a gran escala, i el nom comercial que sol rebre és de paviment ceràmic, si fa referència a un taulell per al terra, i de revestiment ceràmic, si es refereix al de paret.

## Procés de fabricació

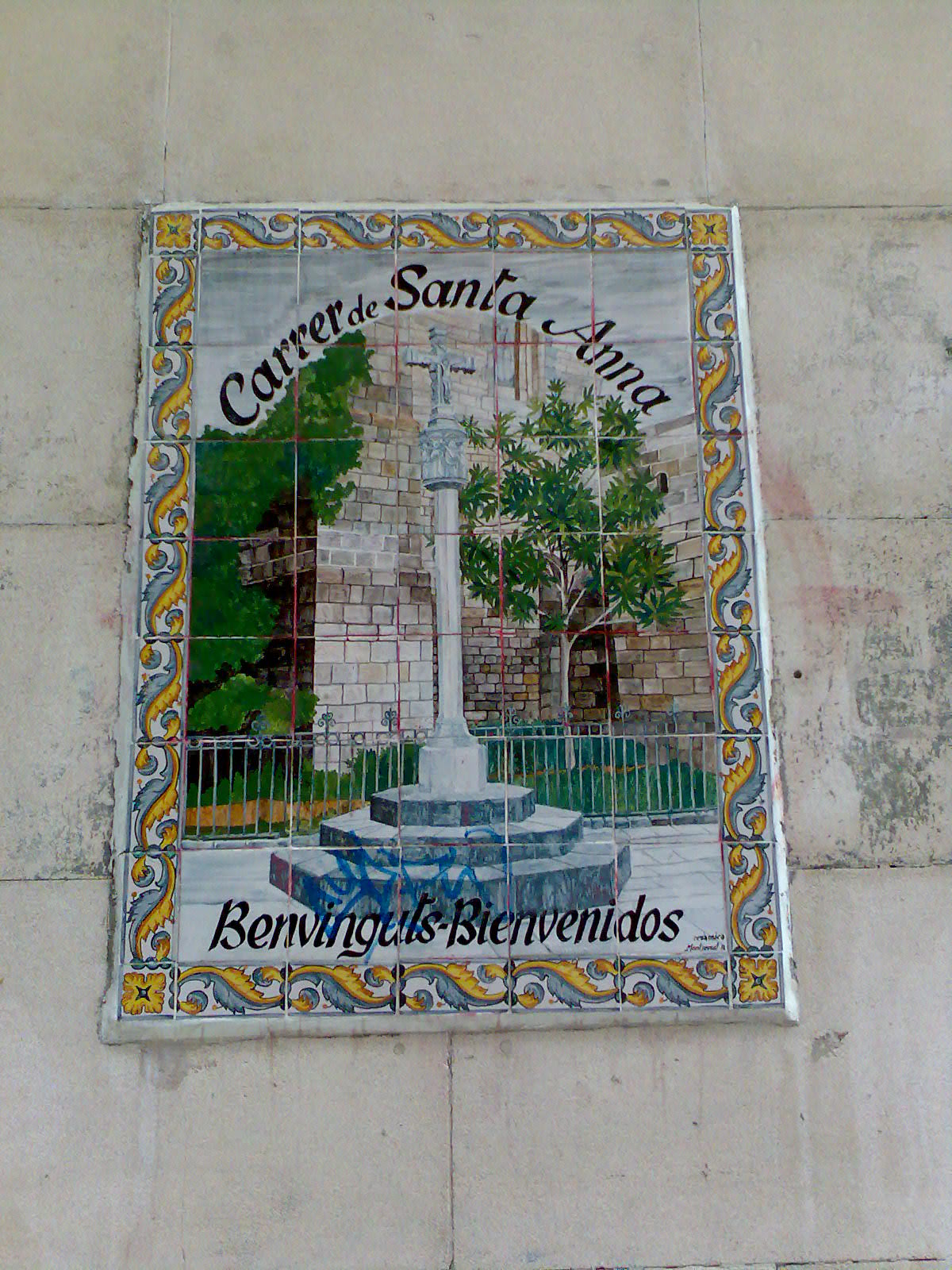
Taulell en un carrer de Barcelona

El procés de fabricació dels taulells es realitzava tradicionalment per bicocció (dues cuites) i actualment per monococció (una sola cuita). El procés de bicocció implica una primera cuita (la de l'argila crua), durant la qual es forma el bescuit, producte que resulta quan l'argila perd tota l'aigua i, per tant, la plasticitat; posteriorment, després d'aplicar el vidriat i, si cal, els colors, la peça bescuitada rep una segona i darrera cuita.
La ceràmica cuita per monococció és la que ha passat només una volta pel forn. El procés de monococció d'un taulell s'inicia amb la preparació i molta de les terres, el premsatge, l'assecat, l'esmaltat i la cuita única o monococció, en la qual el cos de la peça perd la plasticitat en la mateixa cocció en què l'esmalt i les tintes serigràfiques vitrifiquen.
Fins al 1980, la monococció era un sistema de fabricació quasi desconegut a la Plana, però de llavors ençà i gràcies a l'arribada del gas natural i dels forns monostrats de corrons ha substituït quasi per complet el sistema de bicocció, que només subsisteix en aquelles peces de caràcter més artesà.

## Producció a València
València ha estat un important centre productiu de taulells al llarg de la història. Primer a Manises i Paterna, en època medieval (s. xiv-xv), i a partir del segle xix a Onda i l'Alcora. Des de mitjan segle xx, altres localitats com ara Vila-real, Castelló, Almassora, Sant Joan de Moró i Nules, juntament amb Onda i l'Alcora, fabriquen gran quantitat de taulell. De fet, la comarca de la Plana és la segona regió taulellera del món, després de la comarca de Sassuolo-Mòdena-Reggio nell'Emilia, a l'Emilia-Romagna (Itàlia). En l'actualitat, Vila-real, l'Alcora, Onda i Sassuolo (Mòdena) són els municipis amb més gran producció mundial de taulells.

## Ús en arquitectura

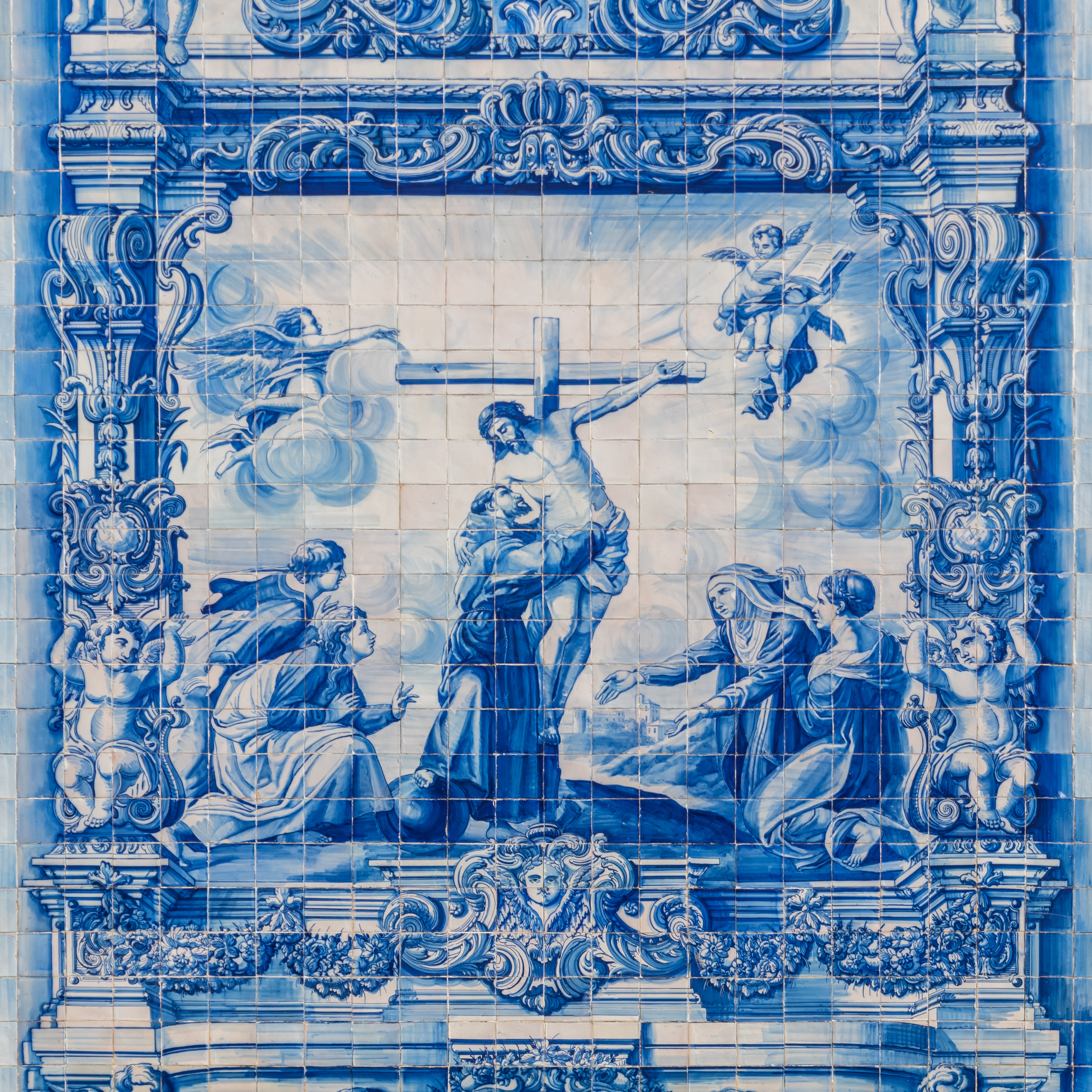
Façana de taulell de la Capela das Almas a Porto, Portugal.

Fins a la seua industrialització a la darreria del xix, el taulell estava poc estés i es valorava especialment com a element decoratiu. Actualment, és un material industrial emprat a gran escala i de baix cost, més valorat per les seues qualitats higièniques ―és un impermeabilitzant fàcil de netejar― que pel seu valor decoratiu. És molt emprat en cuines, lavabos i altres àrees hidràuliques.

## L'azulejoa Portugal
Es molt comú, a Portugal, l'ús de l'azulejo com a revestiment mural. Gairebé un senyal d'identitat cultural. A les cases particulars acostumen a ser revestiments de caràcter geomètric o ornamental, Però en els edificis importants destaquen els grans plafons de rajoles pintades de color blau reproduint composicions pictòriques, Aquest costum es va generalitzar a partir del període barroc. Es poden trobar grans plafons de rajoles tant en l'àmbit civil (Palaus, estacions de ferrocarril, etc.) com a les esglésies . En serien exemples, entre els molts que es podrien esmentar, el Palau Nacional de Sintra, l'estació de Sao Bento de Porto, o la capella de les ànimes de la mateixa ciutat. També el Monestir de Santa Maria de Cós. A Lisboa existeix el Museu Nacional do Azulejo